# Ardea cocoi
L'airone cocoi (Ardea cocoi Linnaeus, 1766) è un uccello della famiglia degli Ardeidi.

## Distribuzione e habitat
È una specie stanziale che vive in Sudamerica, dove ricopre la stessa nicchia ecologica occupata in Nordamerica dall'airone azzurro maggiore e nel Vecchio Mondo dall'airone cenerino. Si incontra lungo i fiumi e nelle aree paludose, dal livello del mare fino ai 1500 metri. Talvolta si spinge fino alla Georgia del Sud e alle Sandwich Australi.

## Descrizione
Nell'aspetto l'airone cocoi ricorda moltissimo l'airone cenerino, ma ha un piumaggio dai colori più chiari.

## Biologia
Di abitudini diurne, vive da solo o in piccoli gruppi. In genere trascorre le ore notturne raggruppandosi con altri membri della propria specie in aree alberate denominate garzaie. Il suo volo è lento ed elegante; in aria tiene il collo ripiegato a S come tutti i membri della famiglia degli Ardeidi. Si nutre di invertebrati, pesci, rettili e anfibi. Malgrado le notevoli dimensioni, è difficile da osservare, poiché è molto timido e fugge via al minimo rumore.
Nidifica tra la folta vegetazione, costruendo un nido fatto di ramoscelli, dove la femmina depone da 3 a 5 uova di colore celeste chiaro.

## Conservazione
Durante il XIX secolo la specie è stata molto perseguitata per le sue piume, che venivano utilizzate per confezionare abiti costosi e ornamenti domestici. Fortunatamente, da quando la caccia intensa è terminata, l'airone cocoi è tornato ad essere molto numeroso.